# Yi Jin Jing

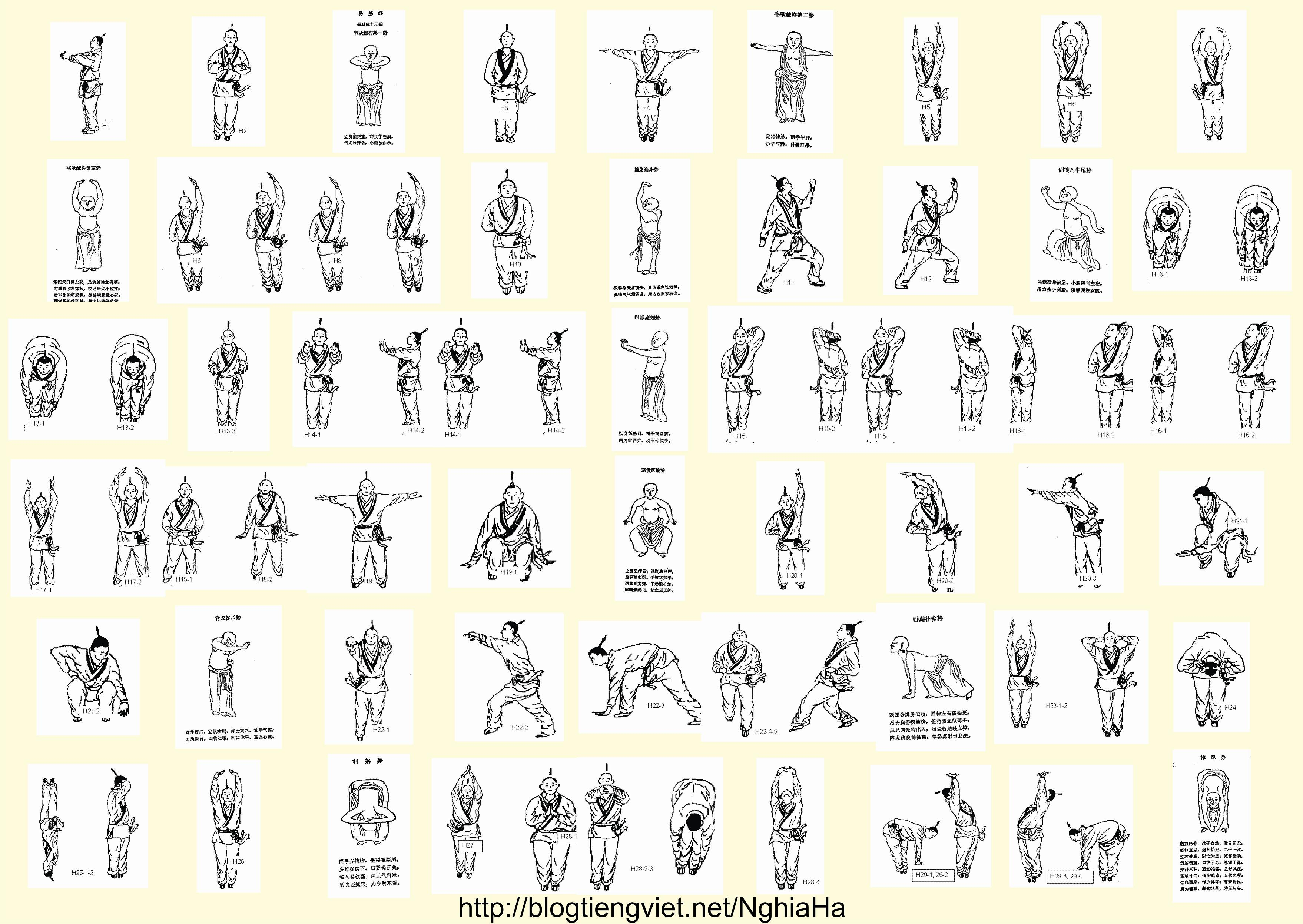
Schematische Darstellung der Übungen des Yi Jin Jing

Das Yi Jin Jing (chinesisch 易筋經, Pinyin Yìjīnjīng, W.-G. I Chin Ching – „Methode zur Transformation der Faszien“) ist eine Form des Qigong, die aus einer Serie von zwölf fließend ineinander übergehenden Einzelübungen besteht, welche durch Atmung und Konzentration gesteuert werden. Es gilt als besonders gesundheitsfördernd, wenn es regelmäßig praktiziert wird. In der chinesischen Sprache bedeutet yi „Veränderung“, jin die „Faszien“ (Muskeln, Sehnen und Bänder) und jing „Methoden“. Es handelt sich um eine relativ intensive Übungsform, welche die Stärkung der Muskeln und Lockerung der Faszien zum Ziel hat, damit diese mit der Zeit ihre natürliche Lage und Spannungszustand wiedererlangen und somit Kraft, Flexibilität, Geschwindigkeit und Ausdauer fördern. Heutzutage gibt es viele Übersetzungen und unterschiedliche Übungsfolgen, von denen behauptet wird, dass sie vom Original stammen, dessen genaue Herkunft jedoch umstritten ist. Die Übungen werden insbesondere als Schlüsselelement zur körperlichen Ertüchtigung der Shaolin-Mönche angesehen.

## Herkunft
Der Legende nach wurde das Yi Jin Jing von Bodhidharma nach seinem Weggang aus dem Shaolin-Kloster (um 528) zurückgelassen und in seinem Grab (oder verborgen in den Wänden des Tempels) Jahre nachdem er verschwunden (oder gestorben) war, gefunden. Es war von einem zweiten Text begleitet, dem Xǐsuǐjīng (chinesisch 洗髓經), welches an einen Schüler Bodhidharmas weitergegeben wurde, aber nicht mehr erhalten ist.
Die Mönche des Shaolin-Ordens praktizierten die Übungen angeblich, verloren dabei aber den wahren Zweck aus den Augen: Lin erzählt die Legende, dass sie es „selbstsüchtig begehrten, die Fertigkeiten darin praktizierten, dabei jedoch der Häresie verfielen und den korrekten Weg verloren. Die Shaolin-Mönche haben einigen Ruhm für ihre Kampfkünste erlangt; nur weil sie dieses Manuskript bekommen hatten.“
Beide Dokumente wurden in einer indischen Sprache geschrieben, welche die Mönche im Tempel nur schlecht verstanden. Anscheinend entschied einer der Mönche, dass der Text mehr wertvolles Wissen enthalten müsste, als nur über Selbstverteidigung. Er ging mit einer Kopie des Textes auf Pilgerreise, um jemanden zu finden, der ihm den tieferen Sinn übersetzen könnte. Schließlich fand er in der Provinz Sichuan einen indischen Priester namens Pramati, welcher, nachdem er den Text untersucht hatte, erklärte, dass die Bedeutung des Textes außerordentlich tiefgründig sei, aber seine Fähigkeiten zur vollständigen Übersetzung überstiege. Dennoch lieferte er eine teilweise Übersetzung. Der Mönch stellte nach einem Jahr des Praktizierens der übersetzten Techniken fest, dass seine körperliche Verfassung „so hart wie Stahl“ geworden war und er sich fühlte, als ob er ein Buddha sei. Der Mönch war so dankbar, dass er Pramati danach auf allen Wegen folgte.

### Moderne wissenschaftliche Forschung
Die legendäre Bedeutung entspringt aus zwei Einleitungstexten, die dem Yi Jin Jing vorangestellt sind. Eines dieser Vorworte wurde angeblich von General Li Jing im Jahre 628 (Tang-Dynastie) geschrieben, während das andere von General Niu Gao, einem Schüler des Generals Yue Fei (Song-Dynastie) geschrieben worden sein soll. Es gibt jedoch einige Ungenauigkeiten und Widersprüche darin, die Zweifel an der Echtheit des Yi Jin Jing aufkommen lassen.
Es war insbesondere das Vorwort von Li Jing, welches Tang Hao dazu führte, das Shaolin Kung Fu Bodhidharma zuzuschreiben. Li Jings Vorwort bezieht sich auf „das zehnte Jahr der Taihe Periode von Kaiser Xiaoming.“ Die Taihe Periode fiel nicht in die Regentschaft von Kaiser Xiaoming, sondern von Kaiser Xiaowen, und in dessen zehntem Jahr (487 n. Chr.) existierte der Shaolin Tempel dem Jiaqing Chongxiu Yitongzhi zufolge noch nicht, welches darlegt, dass der Shaolin Tempel im zwanzigsten Jahr der Taihe Ära (497 n. Chr.) gebaut wurde. Allerdings entstand auch das Jiaqing Chongxiu Yitongzhi selbst sehr viel später, nämlich um 1820. Li Jings Vorwort behauptet außerdem, dass er die Anleitung zu den Übungen von Qiuran ke (虬髯客, „Held mit Rauschebart“) erhielt, einer bekannten fiktiven Gestalt aus einer Tang-Dynastie-Geschichte gleichen Namens von Du Guangting (850–933).
Niu Gaos Vorwort erwähnt den Qinzhong Tempel, der erst 20 Jahre nach dem behaupteten Erscheinungsdatum der Schrift errichtet wurde. Außerdem behauptet er, Analphabet zu sein. Ein Diktat könnte es zwar auch einem Analphabeten ermöglichen, ein Vorwort zu erstellen, aber es ist beinahe sicher, dass ein General vom Range Niu Gaos kein Analphabet war. Im 18. Jahrhundert schloss der Gelehrte Ling Tingkan daraus, dass der Autor des Yi Jin Jing ein „ignoranter Dorfvorsteher“ gewesen sein müsste.
Der Text des Yi Jin Jing ist wahrscheinlich eher von dem taoistischen Priester Zining im Jahr 1624 geschrieben worden. Die früheste noch existierende Ausgabe des Yi Jin Jing wurde von Ryuchi Matsuda auf das Jahr 1827 datiert. Im Zuge seiner Forschungen fand Matsuda keine Erwähnung und erst recht keine Zuschreibung zu Bodhidharma in irgendeinem der zahlreichen Texte, die vor dem 19. Jahrhundert über die Shaolin-Kampfkünste geschrieben wurden.

## Die Formen des Yi Jin Jing

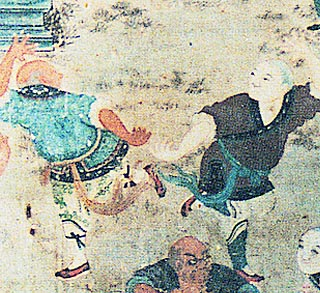
Wandbild im Shaolin-Kloster

Die Anzahl der Bewegungen scheint zu schwanken. Achtzehn sollte den 18 Arhats zufolge die korrekte Zahl sein, aber sie kann von 10 bis 24, ja sogar 30 schwanken. Heutzutage ist die angesehenste Abfolge die von Wang Zuyuan, die aus zwölf Bewegungen besteht und von den meisten maßgeblichen Akademien der TCM übernommen wurde. Chang Renxia und Chang Weizhen schlugen eine alternative Folge von 14 Bewegungen vor, für die sie interessante therapeutische Effekte versprechen. Deng Mingdao präsentierte eine Version mit 24 Bewegungen, jedoch unter dem Namen Xisui Jing. Tatsächlich ist die Beziehung zwischen Xisui Jing und Yi Jin Jing überlappend. Einige Autoren benutzen beide Namen für die gleichen Übungen; andere halten sie auseinander und beschwören unterschiedliche Ergebnisse und Effekte für den Körper. Wieder andere Autoren haben unterschiedliche Bücher geschrieben und unterschiedliche Theorien verbreitet, manchmal nicht so sehr auf die Suche nach Wahrheit bedacht.
Die heute übliche Abfolge der zwölf Bewegungen ist etwas, was Wang Zuyuan im Shaolin-Kloster auf dem Berg Song Shan gelernt hat. Sie ist etwas unterschiedlich zum originalen „Bild der Übung im Stehen“ und der „Anleitung zur Angriffskunst“ (auf die sich Guangdong-Quellen beziehen). Einige Experten (Liu Dong) beziehen sich auf eine spätere Zusammenführung des Yi Jin Jing mit Daoyin, Tuna und Xingqi Methoden. Wangs zwölf Bewegungen erwiesen sich jedoch als präzise umsetzbar und hilfreich für die körperliche Gesundheit. Wie der Name andeutet, ist die „Faszientransformation“ eine Methode, Sehnen und Muskeln zu trainieren. Die Konzeption der Übungen folgt dem Verlauf und der Charakteristik des Qi in den zwölf Hauptmeridianen sowie dem Du Mai (Lenkergefäß) und dem Ren Mai (Konzeptionsgefäß). Als Folge fließen Qi und Blut gleichmäßig mit der richtigen Geschwindigkeit und ohne Trägheit oder Stagnation. Wegen dieser Wirkung war das Yi Jin Jing über Jahrhunderte im Volk sehr beliebt und wird noch immer in Sanatorien und Krankenhäusern für therapeutische Zwecke angewendet. Erhalten blieben zwei historische schriftliche und bebilderte Routinen; eine von Chen Yis "A collection of Annals", aus der Ming-Dynastie und eine andere neuere aus dem Jahre 1882, das "Internal Work Illustrated" von Wang Zuyuan.
Die Abfolge der zwölf Bewegungen beschreibt am detailliertesten, was in vielen südchinesischen Kampfkünsten, z. B. Hung Kuen und Wing Chun, auch die Zwölf Fäuste von Bodhidharma genannt wird. Sie schreiben den zwölf Bewegungen zwölf Tiere zu, die Bodhidharma während seiner neunjährigen Meditation studiert hatte. Die Übungen wurden auf der Basis der Bewegungen dieser zwölf Tiere entwickelt. Sie heilten die kränklichen Mönche des Shaolin-Klosters und trugen zu den vielen animalischen Kampfkünsten in China bei.

## Absichten des Yi Jin Jing
Der Hauptzweck des Yi Jin Jing ist es, schlaffe und schwache Sehnen und Bänder in starke und stabile zu verwandeln. Die Bewegungen des Yi Jin Jing sind zugleich energisch und sanft. Ihre Ausführung erfordert eine Einheit von Willens- und Muskelkraft, d. h. den Einsatz des Willens für die Ausübung der Muskelstärkung. Beides wird durch die Atmung koordiniert.
Bessere Muskeln und Sehnen bedeutet bessere Gesundheit und Form, mehr Widerstandskraft, Beweglichkeit und Ausdauer. Dies wird durch folgende Effekte erreicht:
- Haltungen beeinflussen die Statik und Nervenstruktur des Körpers
- Dehnen von Muskeln und Sehnen beeinflusst Organe, Gelenke, Meridiane und Qi
- Torsion beeinflusst den Stoffwechsel und die Produktion von Jing
- Atmung erzeugt mehr und höherwertiges Qi
- Aktives Arbeiten gibt Körper und Geist (Gehirn, Nervensystem und Seele) Balance und Kraft zurück.

Energie und Ausdauer sind von grundlegender Bedeutung, wenn es darum geht, sich für Trainingsformen wie Tuina, Kampfkünste, oder einfach bessere Gesundheit und Weisheit zu qualifizieren. Schon ein anderes Qigong, das Ba Duan Jin, mit seinen radikaleren und starken Formen wurde in der Vergangenheit von den Schulen Xingyiquan und Tijiquan zur körperlichen Vorbereitung von Kampfkünstlern verwendet. Das Ba Duan Jin ist noch immer die erste, grundlegende Übung, die an den Shaolin Trainingszentren in den Song-Bergen gelehrt wird. Aber es ist auch etwas Weiches und Biegsames im Yi Jin Jing. Die Bewegungen sind energetisch und intensiv, aber es schimmert auch eine Art von Frieden hindurch. Das Yi Jin Jing vereinigt tatsächlich Yi (Absicht) mit Li (Stärke), Bewusstsein (yang) mit Muskelkraft (yin). Der Geist ist frei von Gedanken, hat eine korrekte und freundliche Haltung, die Atmung ist harmonisch. Innere und äußere Bewegungen müssen zusammenspielen, so wie Bewegung und Erholung. Nach außen hin bedeutet das Stärkung und nach innen Reinigung – Körper und Geist vereinend.
Einige klassisch wiederkehrende Punkte im Yi Jin Jing können wie folgt beschrieben werden:
- Die meisten Bewegungen werden mit offenen Händen ausgeführt; die Fäuste werden nur zur Dehnung der Sehnen geballt.
- Die Namen der einzelnen Bewegungen variieren, aber häufig bleibt die Grundidee bei jeder Bewegung gleich. Z. B.: Wei Tuo grüßt und bietet etwas dar (Nanjing Ac. von Tuina); Wei Tuo bietet dem Himmel Geschenke dar (Liu Dong); General Skanda hält die Keule (Zong Wu-Li Mao).
- Die Übungen werden im Stehen ausgeführt; manchmal mit Vorbeugen, aber niemals im Sitzen oder Liegen.
- Die Augen sind immer geöffnet.
- Die Bewegungen sind langsam und betont; Gesicht und Körper wirken dabei entspannt.
- Alle Bereiche des Oberkörpers (besonders die Schultern) sind aktiv und bewegt.
- Dynamische Spannung bestimmt die Bewegung.
- Alle Teile des Körpers wirken zusammen.
- Es gibt verschiedene Arten, die gleiche Yi Jin Jing-Form zu praktizieren: nach den Grundregeln, nach der Körperform, nach der Zeit des Übens und nach dem allgemeinen Gesundheitszustand.

Nach der traditionellen Überlieferung entwickelt sich der Übende wie folgt:
- Das erste Jahr des Trainierens gibt die physische und mentale Vitalität zurück.
- Im zweiten Jahr verbessert sich die Blutzirkulation und fördert die Meridiane.
- Das dritte Jahr erlaubt die Flexibilisierung der Muskeln und fördert die (inneren) Organe.
- Das vierte Jahr verbessert die Meridiane und fördert die Eingeweide.
- Das fünfte Jahr wäscht die Seele und fördert das Gehirn.

Die fünf Regeln des Yi Jin Jing sind:
Ruhe
Wie stilles Wasser im See den Mond reflektiert, erlaubt ein ruhiger Geist Energie aufzunehmen.
Langsamkeit
Um Muskeln intensiv zu nutzen und zu dehnen, um maximale Dehnung zu erreichen, Qi und Xue zu bewegen, sind langsame Bewegungen erforderlich.
Dehnung
Jede Bewegung muss bis zum Ende ausgeführt werden.
Verharren
Wirksamkeit kommt durch Halten der Spannung für längere Zeit.
Beweglichkeit
Rumpf und Glieder müssen gedehnt werden, so dass Blut und Energie zirkulieren können.
Die Atmung wird im Yi Jin Jing kontrovers behandelt. Viele moderne Quelle bestehen auf einer tiefen, kontrollierten Umkehratmung, um Kraft zu entwickeln und den Körper gründlicher zu vitalisieren. Andere Quellen weisen darauf hin, dass dies häufig eine übermäßige Belastung und Druck auf den Körper erzeugt. Robert W. Smith hat in seinem Artikel in der J.A.M.A. von 1996 dargestellt, dass es typische Unterschiede zwischen der nördlichen und der südlichen Art zu atmen gibt. Die südlichen Varianten scheinen kein System für die regulierte Atmung oder die Arbeit am Qi entwickelt zu haben. In seinem Werk „Atmung im Tai-Chi und anderen Kampfkünsten“, analysiert Smith nicht nur die Erfahrungen von Tai-Chi-Veteranen und Klassikern, sondern auch bekannte Kämpfer. Er schlussfolgerte, dass die effektivste Atmung, sowohl für Kampfkünste als auch Gesundheitszwecke, in einer Mischung aus klassischer Bauchatmung und einer langsamen unbewussten Atmung besteht, die auf explosionsartige Ausatmung von der Art abzielt, die einen Angriff in den Kampfkunststilen typischerweise begleitet.

## Kultur und Kunst
Das Yi Jin Jing ist Gegenstand von Louis Chas Wuxia-Roman „Der lächelnde, stolze Wanderer“. In der Geschichte lehrt der Shaolin Abt dem Protagonisten Linghu Chong, die im Yi Jin Jing beschriebenen Fähigkeiten zur Heilung seiner inneren Verletzungen zu nutzen.
In dem Manhua „Drachentigertor“ hat Shibumi („Böser Gott der Feuerwolke“), der oberste Herrscher der Lousha-Sekte in Japan, diese legendäre Qi-Technik gemeistert. In dem Comic wird das Yi Jin Jing in sieben Stufen („Pagoden“) unterteilt. Außer den ersten beiden haben alle Stufen eine charakteristische Farbe: 3. = pink, 4. = gelb, 5. = blau, 6. = silber und 7. = schwarz. Die „schwarze Pagode“ ist daher die mächtigste und gefährlichste von allen. Jemand, der diese Stufe meistert, ist praktisch unbesiegbar.